# میلینگتون، میشیگان
میلینگتون (به انگلیسی: Millington Township) یک منطقهٔ مسکونی در ایالات متحده آمریکا است که در شهرستان تاسکولا، میشیگان واقع شده‌است.
 میلینگتون ۹۳٫۳ کیلومتر مربع مساحت و ۴٬۳۵۴ نفر جمعیت دارد و ۲۳۲ متر بالاتر از سطح دریا واقع شده‌است.